# جورج بيرن
جورج بيرن (28 مايو 1892 - 23 يونيو 1973) (بالإنجليزية: George Byrne)‏ هو لاعب كريكت بريطاني (وحمل سابقاً جنسية المملكة المتحدة لبريطانيا العظمى وأيرلندا).

## وصلات خارجية
- جورج بيرن على موقع إي آس بي آن كريك إنفو (الإنجليزية)